# Cantó d'Auxerre-Nord-Oest
El cantó d'Auxerre-Nord-Oest és un cantó francès del departament del Yonne, situat al districte d'Auxerre. Compta amb part del municipi d'Auxerre.

## Municipis
- Auxerre (part)

## Història
| Data d'elecció                           | Identitat         | Partit | Qualitat |
| ---------------------------------------- | ----------------- | ------ | -------- |
| 1973-2008                                | Michel Bonhenry   | PS     |          |
| 2008-2009                                | Mireille Le Corre | PS     |          |
| 2009-                                    | Jacques Hojlo     | PS     |          |
| les dades anteriors no són pas conegudes |                   |        |          |
|                                          |                   |        |          |